# Fumaria parviflora
El cominillo (Fumaria parviflora) es una especie de planta perteneciente a la familia Papaveraceae que son plantas herbáceas anuales, erguidas o ascendentes, glaucas, glabras, profusamente ramificadas; hojas pecioladas, compuestas, foliolos divididos con los segmentos por lo común estrechos; racimos terminales o en las axilas de las hojas (en ocasiones se presentan flores cleistógamas); flores bracteadas, pequeñas, zigomorfas; sépalos 2, poco conspicuos, precozmente caducos; pétalos 4, dispuestos en 2 verticilos, uno de los pétalos exteriores tiene la base espolonada, los 2 pétalos interiores presentan el ápice connado; estambres 6, dispuestos en 2 falanges de 3 estambres cada una, el superior medio (correspondiente al pétalo espolonado) provisto de espolón nectarífero en la base: ovario ovoide, estilo filiforme, caedizo, estigma entero a bilobado; fruto subgloboso, duro, indehiscente, monospermo.
El género Fumaria contiene aproximadamente 55 especies del Viejo Mundo, bien representadas sobre todo en la región del Mediterráneo. Algunas son malezas cosmopolitas.

## Clasificación y descripción
Planta herbácea suberecta, de (15) 20 a 30 (60) cm de alto; tallo profusa y ampliamente ramificado; hojas de 2 a 6 (7) cm de largo incluyendo el peciolo y de 1.5 a 4 (6) cm de ancho, láminas repetidamente disectas en numerosos segmentos finos, lineares, hasta de unos 5 mm de largo y 1 mm de ancho, algo acanalados en el envés; racimos alargados con alrededor de 20 flores, densos en la floración, laxos en la fructificación; brácteas linear-lanceoladas, de 1 a 2 mm de largo, pedicelos erectos, de cerca de 1 mm de largo, engrosados en la fructificación, (ambas estructuras persistentes después de la caída de los frutos); sépalos escariosos, ovados a lanceolados, de 0.5 a 1 mm de largo, algo laciniados; corola blanquecina con el ápice morado, de 4 a 6 mm de largo, incluyendo el espolón de alrededor de 1 mm de largo y de ancho; fruto subgloboso, ligeramente truncado en la base y cortamente apiculado en el ápice, rugoso, de unos 2 mm de diámetro.

## Distribución
Coahuila, Nuevo León, Durango, San Luis Potosí, Michoacán, Hidalgo, México, Distrito Federal, Puebla y Tlaxcala. Adventicia de Europa (de donde proviene el tipo). En América se cita desde Estados Unidos hasta Argentina.

## Ambiente
Maleza ruderal y arvense al parecer escasa en la zona de estudio, aunque localmente abundante; a menudo pasa desapercibida por ser planta inconspicua. Altitud 2100 m s. n. m. Florece y fructifica principalmente de marzo a mayo.

## Estado de conservación
No se encuentra bajo algún estatus de protección.